# أرتيس غيلمور
أرتيس غيلمور (بالإنجليزية: Artis Gilmore) مواليد 21 سبتمبر 1949 في تشيبلي، هو لاعب كرة سلة أمريكي سابق بدأ مسيرته الاحترافية في سنة 1971. يبلغ طوله 7 قدم 2 بوصة (2.2 م). اعتزل اللعب في 1989.

## فرق لعب لها
- شيكاغو بولز
- سان أنطونيو سبرز
- بوسطن سيلتكس

## روابط خارجية
- أرتيس غيلمور على موقع IMDb (الإنجليزية)
- أرتيس غيلمور على موقع إن إن دي بي (الإنجليزية)
- أرتيس غيلمور على موقع إن بي أي (الإنجليزية)
- أرتيس غيلمور على موقع سبورتس رفرنس (الإنجليزية)
- أرتيس غيلمور على موقع كلية كرة السلة في سبورتس رفرنس.كوم (الإنجليزية)
- أرتيس غيلمور على موقع ريلجم (الإنجليزية)
- أرتيس غيلمور على موقع بروبوليرز (الإنجليزية)
- أرتيس غيلمور على موقع قاعة فلوريدا للمشاهير الرياضية (الإنجليزية)
- أرتيس غيلمور على موقع قاعة ألاباما للمشاهير الرياضية (مؤرشف) (الإنجليزية)